# 残虐の掟
『残虐の掟』（伊: L'avventuriero、英: The Rover）は、1967年に公開されたイタリアの戦争ドラマ映画。監督はテレンス・ヤング。出演はアンソニー・クインなど。ジョゼフ・コンラッドによる1923年の小説『放浪者』を原作にしている。

## あらすじ
1797年、フランス共和国が拠点を置いていたトゥーロン港が英国軍によって封鎖される。船員のペイロールは港内への侵入によりスパイ容疑をかけられた上、市民委員デュサールからも容疑をかけられる。逃走先の墓場で、彼はアーレットと出会い、彼女の家まで付き添う。ある日、アーレットは同居人のシェーボラに襲われ、ペイロールが止めに入った結果、シェーボラが家と船に火をつける事件が発生する。これにより、彼女はシェーボラが両親を殺した犯人であることを思い出し、正気を取り戻す。時を同じくして、海軍将校リールが任務のためにトゥーロンを訪れるようになり、アーレットは彼に思いを寄せる。その後、ペイロールはリールの任務に同行する中で、英国軍の砲撃を浴びて死亡する。

## キャスト
※括弧内は日本語吹替（初回放送1978年9月24日『日曜洋画劇場』）
- ペイロール：アンソニー・クイン（小松方正）
- キャサリン：リタ・ヘイワース（鳳八千代）
- アーレット：ロザンナ・スキャフィーノ（吉野佳子）